# 아마토 카논
아마토 카논(일본어: 天飛 華音 あまと かのん[*], 2월 9일 - )는 다카라즈카 가극단 호시구미에 소속된 남역이다.
가고시마현 카고시마시 출신, 시립요시노중학교 출신이다. 키 171cm, 애칭은 "카논(カノン)"이다.

## 약력
2014년, 다카라즈카 음악학교에 입학,
2016년, 다카라즈카 가극단 102기생으로 입단. 호시구미 공연 「박쥐/ THE ENTERTAINER!」로 초무대. 그 후, 호시구미에 배속
2019년, 쿠레나이 유즈루ㆍ키사키 아이리 톱 콤비 퇴단 공연 「GOD OF STAR」으로 신인공연 첫 주연. 입단 4년차때의 발탁이다.
2021년, 「야규인법첩」으로 2번째 신인공연 주연

## 인물
부모가 다카라즈카 팬으로, 초등학생 시절에 카고시마에서 다카라즈카시로 일가가 놀러가, 츠키구미 공연 「장미 나라의 왕자」를 관극. 원래 춤을 배우고 있던 적도 있어 다카라즈카 수험을 결심했다. 부모님도 찬성하고 지원해주었다. 그 후에는 학교의 장기 휴일이나 방학때마다 다카라즈카 관극에 데려가 주어 동경을 에너지로 바꾸어 음악학교에 첫번째 수험에 합격하였다.
동기이자 동향인 아야미 세라는 같은 뮤직 스쿨 출신으로, 기이하게도 같은 시기에 2명 연속 신인 공연의 주연을 맡게 되었다.

2019년 아야미 세라와 함께 출연한 스카이스테이지 예능 프로그램에서 K-Pop 아이돌 BTS의 팬임을 밝혔으며 2024년에 출연한 예능에서도 한국드라마 쌈,마이웨이를 좋아하며 박서준을 무척 좋아한다고 밝혔다.

## 주요 무대
| 기간 (월) | 소속 | 제목                                                 | 공연장                                                      | 배역                              | 비고                                    |
| --------- | ---- | ---------------------------------------------------- | ----------------------------------------------------------- | --------------------------------- | --------------------------------------- |
| 2016년    |      |                                                      |                                                             |                                   |                                         |
| 3- 4      | 호시 | 박쥐                                                 | 다카라즈카 대극장                                           |                                   | 초무대                                  |
| 3- 4      | 호시 | THE ENTERTAINER!                                     | 다카라즈카 대극장                                           |                                   | 초무대                                  |
| 5 - 6     | 호시 | 박쥐                                                 | 도쿄 다카라즈카 극장                                        |                                   |                                         |
| 5 - 6     | 호시 | THE ENTERTAINER!                                     | 도쿄 다카라즈카 극장                                        |                                   |                                         |
| 8 - 11    | 호시 | 벛꽃에 춤 추춰라 -SAMURAI The FINAL-                 | 다카라즈카 대극장 도쿄 다카라즈카 극장                      | 무라타 이와쿠마                   |                                         |
| 8 - 11    | 호시 | 로망스!! (Romance)                                   | 다카라즈카 대극장 도쿄 다카라즈카 극장                      |                                   |                                         |
| 2017년    |      |                                                      |                                                             |                                   |                                         |
| 3 - 6     | 호시 | THE SCARLET PIMPERNEL                                | 다카라즈카 대극장 도쿄 다카라즈카 극장                      | 벤 (신인공연)                     | 본역 : 아마하나 에마                    |
| 7 - 8     | 호시 | 아테루이 -ATERUI-                                    | 드라마시티 일본청년관                                       | 아누시코                          |                                         |
| 9 - 12    | 호시 | 베를린, 나의 사랑                                    | 다카라즈카 대극장 도쿄 다카라즈카 극장                      | 롤프 셸렌베르크 (신인공연)        | 본역 : 세오 유리아                      |
| 9 - 12    | 호시 | Bouquet de TAKARAZUKA                                | 다카라즈카 대극장 도쿄 다카라즈카 극장                      |                                   |                                         |
| 2018년    |      |                                                      |                                                             |                                   |                                         |
| 2         | 호시 | 닥터 지바고                                          | 드라마시티 TBS아카사카ACT시어터                             | 호외 파는 사람                    |                                         |
| 4 - 7     | 호시 | ANOTHER WORLD                                        | 다카라즈카 대극장 도쿄 다카라즈카 극장                      | 토쿠자부로 (신인공연)             | 본역 : 레이 마코토                      |
| 4 - 7     | 호시 | Killer Rouge                                         | 다카라즈카 대극장 도쿄 다카라즈카 극장                      |                                   |                                         |
| 8 - 11    | 호시 | Thunderbolt Fantasy 동리검유기                       | 우메다예술극장 일본청년관 국가희극원 가오슝시문화중심지덕당 |                                   |                                         |
| 8 - 11    | 호시 | Killer Rouge / 星秀☆煌紅                             | 우메다예술극장 일본청년관 국가희극원 가오슝시문화중심지덕당 |                                   |                                         |
| 2019년    |      |                                                      |                                                             |                                   |                                         |
| 1 - 3     | 호시 | 안개 깊은 엘베 강가                                  | 다카라즈카 대극장 도쿄 다카라즈카 극장                      | 요니 토비어스 (신인공연)          | 본역 : 나나미 히로키                    |
| 1 - 3     | 호시 | ESTRELLAS ~별들~                                     | 다카라즈카 대극장 도쿄 다카라즈카 극장                      |                                   |                                         |
| 5         | 호시 | 알제의 남자                                          | 전국투어                                                    | 피엘                              |                                         |
| 5         | 호시 | Éclair Brillant                                      | 전국투어                                                    |                                   |                                         |
| 7 - 10    | 호시 | GOD OF STARS -식성-                                  | 다카라즈카 대극장 도쿄 다카라즈카 극장                      | 캐논 혼 신신 / 홍해아 (신인공연)  | 본역 : 쿠레나이 유즈루 신인공연 첫 주연 |
| 7 - 10    | 호시 | Éclair Brillant                                      | 다카라즈카 대극장 도쿄 다카라즈카 극장                      |                                   |                                         |
| 11 - 12   | 호시 | 타츠노미야 이야기                                    | 바우홀                                                      | 화원리                            |                                         |
| 2020년    |      |                                                      |                                                             |                                   |                                         |
| 2 - 3     | 호시 | 현요의 계곡 ~내려온 샛별~                            | 다카라즈카 대극장                                           | 테이지 수수께끼의 남자 (신인공연) | 본역 : 세오 유리아                      |
| 2 - 3     | 호시 | Ray -별의 광선-                                      | 다카라즈카 대극장                                           |                                   |                                         |
| 7 - 9     | 호시 | 현요의 계곡 ~내려온 샛별~                            | 도쿄 다카라즈카 극장                                        | 테이지                            |                                         |
| 7 - 9     | 호시 | Ray -별의 광선-                                      | 도쿄 다카라즈카 극장                                        |                                   |                                         |
| 11        | 호시 | 엘 아르콘 -매-                                       | 우메다예술극장                                              | 캡틴 블랙                         |                                         |
| 11        | 호시 | Ray -별의 광선-                                      | 우메다예술극장                                              |                                   |                                         |
| 2021년    |      |                                                      |                                                             |                                   |                                         |
| 2 - 5     | 호시 | 로미오와 줄리엣                                      | 다카라즈카 대극장 도쿄 다카라즈카 극장                      |                                   |                                         |
| 7         | 호시 | 마농                                                 | 바우홀 KAAT카나가와예술극장                                 | 레스코                            |                                         |
| 9 - 12    | 호시 | 야규인법첩                                           | 다카라즈카 대극장 도쿄 다카라즈카 극장                      | 타몬보 야규 쥬베에 (신인공연)     | 본역 : 레이 마코토 신인공연 주연        |
| 9 - 12    | 호시 | 모어 댄디즘!                                         | 다카라즈카 대극장 도쿄 다카라즈카 극장                      |                                   |                                         |
| 2022년    |      |                                                      |                                                             |                                   |                                         |
| 2         | 호시 | 왕가에 바치는 노래                                   | 미소노좌                                                    | 멜레르카                          |                                         |
| 4 - 7     | 호시 | 다시 만나 재회 next generation -미드나이트 걸프렌드- | 다카라즈카 대극장 도쿄 다카라즈카 극장                      |                                   |                                         |
| 4 - 7     | 호시 | Gran Cantante!!                                      | 다카라즈카 대극장 도쿄 다카라즈카 극장                      |                                   |                                         |